# MAT2A
MAT2A (англ. Methionine adenosyltransferase 2A) – білок, який кодується однойменним геном, розташованим у людей на 2-й хромосомі. Довжина поліпептидного ланцюга білка становить 395 амінокислот, а молекулярна маса — 43 661.
| 10         |  | 20         |  | 30         |  | 40         |  | 50         |
| ---------- |  | ---------- |  | ---------- |  | ---------- |  | ---------- |
| MNGQLNGFHE |  | AFIEEGTFLF |  | TSESVGEGHP |  | DKICDQISDA |  | VLDAHLQQDP |
| DAKVACETVA |  | KTGMILLAGE |  | ITSRAAVDYQ |  | KVVREAVKHI |  | GYDDSSKGFD |
| YKTCNVLVAL |  | EQQSPDIAQG |  | VHLDRNEEDI |  | GAGDQGLMFG |  | YATDETEECM |
| PLTIVLAHKL |  | NAKLAELRRN |  | GTLPWLRPDS |  | KTQVTVQYMQ |  | DRGAVLPIRV |
| HTIVISVQHD |  | EEVCLDEMRD |  | ALKEKVIKAV |  | VPAKYLDEDT |  | IYHLQPSGRF |
| VIGGPQGDAG |  | LTGRKIIVDT |  | YGGWGAHGGG |  | AFSGKDYTKV |  | DRSAAYAARW |
| VAKSLVKGGL |  | CRRVLVQVSY |  | AIGVSHPLSI |  | SIFHYGTSQK |  | SERELLEIVK |
| KNFDLRPGVI |  | VRDLDLKKPI |  | YQRTAAYGHF |  | GRDSFPWEVP |  | KKLKY      |

A: Аланін

C: Цистеїн

D: Аспарагінова кислота

E: Глутамінова кислота

F: Фенілаланін

G: Гліцин

H: Гістидин

I: Ізолейцин

K: Лізин

L: Лейцин

M: Метіонін

N: Аспарагін

P: Пролін

Q: Глутамін

R: Аргінін

S: Серин

T: Треонін

V: Валін

W: Триптофан

Кодований геном білок за функціями належить до трансфераз, фосфопротеїнів. 
Задіяний у таких біологічних процесах, як одновуглецевий метаболізм, ацетилювання, альтернативний сплайсинг. 
Білок має сайт для зв'язування з АТФ, нуклеотидами, іонами металів, іоном магнію, калію. 